# Mosel (Schiff, 1874)
Die Mosel war ein Flussmonitor der deutschen Kaiserlichen Marine. Sie gehörte gemeinsam mit ihrem Schwesterschiff Rhein zur nach diesem benannten Rhein-Klasse. Das 1874 in Dienst gestellte Schiff wurde bereits 1884 wieder verkauft.

## Geschichte
Nach dem Deutsch-Französischen Krieg beschloss die Marine, zur Verteidigung von Rhein und Mosel zwei gepanzerte Fahrzeuge anzuschaffen. Die Bremer Werft AG Weser erhielt den Auftrag für die Konstruktion und den Bau dieser beiden Schiffe. Es war die erste Bestellung der Marine bei der Werft. Die Arbeiten an der Mosel, die von der AG Weser die Baunummer 24 erhielt, begannen im Juli 1872. Noch im selben Jahr erfolgte auch der Stapellauf. Der weitere Bau zog sich bis in das Jahr 1874 hin. Gemeinsam mit der Rhein kam die Mosel am 25. April 1874 erstmals in Dienst. Beide Monitore traten die Fahrt nach Rotterdam und den Rhein hinauf an. Nachdem sie vermutlich an der Festung Wesel ihre Bewaffnung erhalten hatten, wurden sie vorerst wieder außer Dienst gestellt. Am 7. April 1875 reaktiviert, unternahmen die Schiffe Fahrten auf dem Rhein bis nach Straßburg. Kaiser Wilhelm I. besuchte am 20. April die zu diesem Zeitpunkt vor Biebrich liegenden Einheiten. Am 17. Mai 1875 kamen die Monitore unter den Befehl der 7. Festungs-Inspektion des VIII. Armeekorps. Sie erhielten von da an Koblenz als Liegehafen. Über weitere Einsätze ist nichts bekannt. Die Mosel und ihr Schwesterschiff wurde im Dezember 1884 verkauft. Ihr weiterer Verbleib ist unbekannt.